# Státní symboly Francie
Státní symboly Francie jsou:
- Francouzská vlajka
- Francouzská hymna – Marseillaisa
- Státní znak Francie (neoficiální)
- Velká francouzská pečeť
- Řád čestné legie

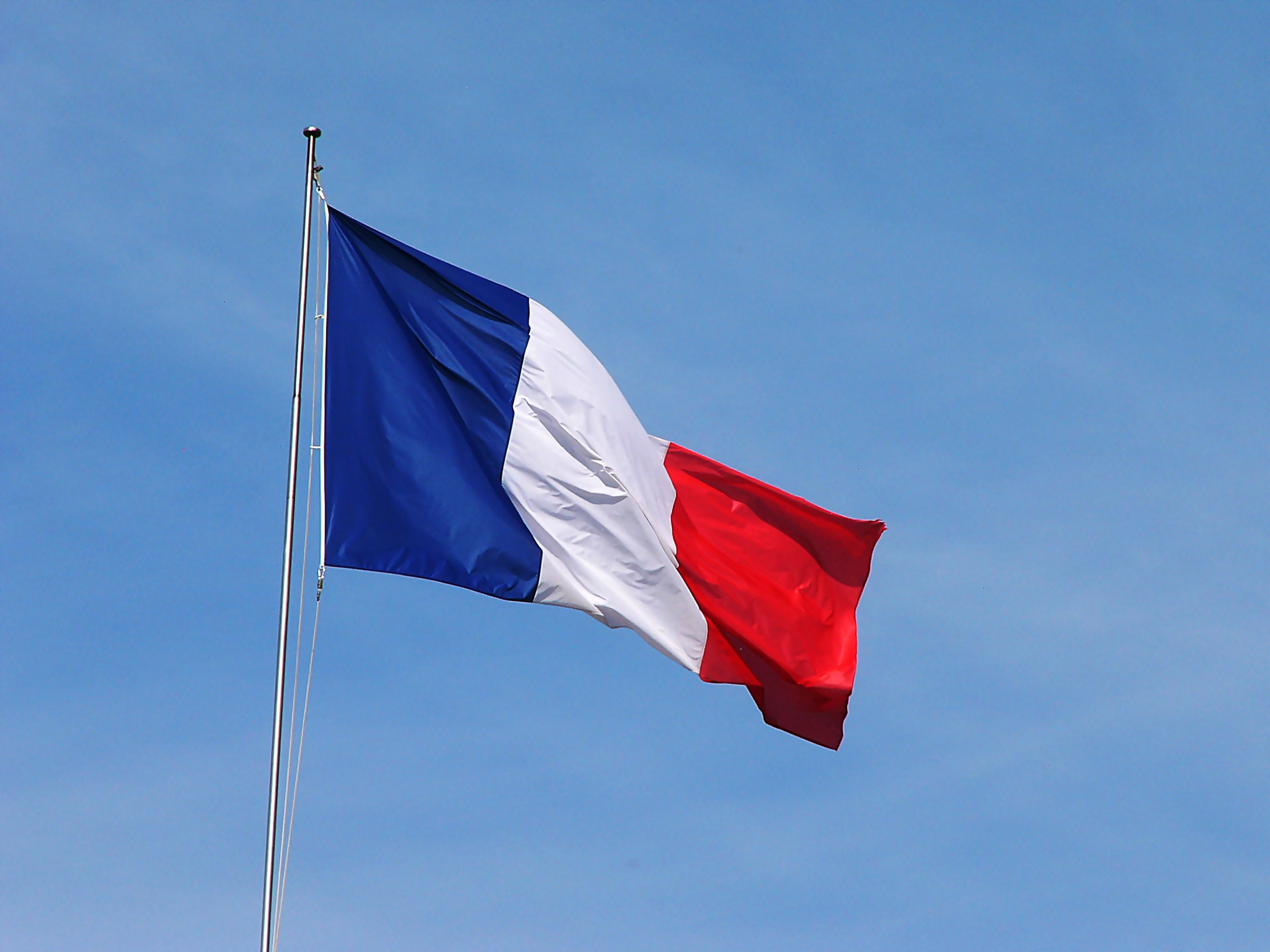
Francouzská vlajka

- Národní řád za zásluhy – Ordre national du Mérite, udělovaný od roku 1963
- Marianne – žena s frygickou čapkou, alegorické zpodobnění Francie
- Heslo Svoboda, rovnost, bratrství, které vzniklo za Francouzské revoluce
- Francouzská kokarda
- Galský kohout – souvisí se slovní hříčkou s latinským gallus, které kromě kohouta znamená také Gal, obyvatel Galie; zároveň se spojuje s legendou, podle které Vercingetorix zaslal Juliu Caesarovi kohouta, který mu jej při obléhání Gergovie připravil k večeři na víně (kohout na víně je klasický recept francouzské kuchyně)
- Státní svátek 14. července – oslavy dobytí Bastily

Francouzská vlajka
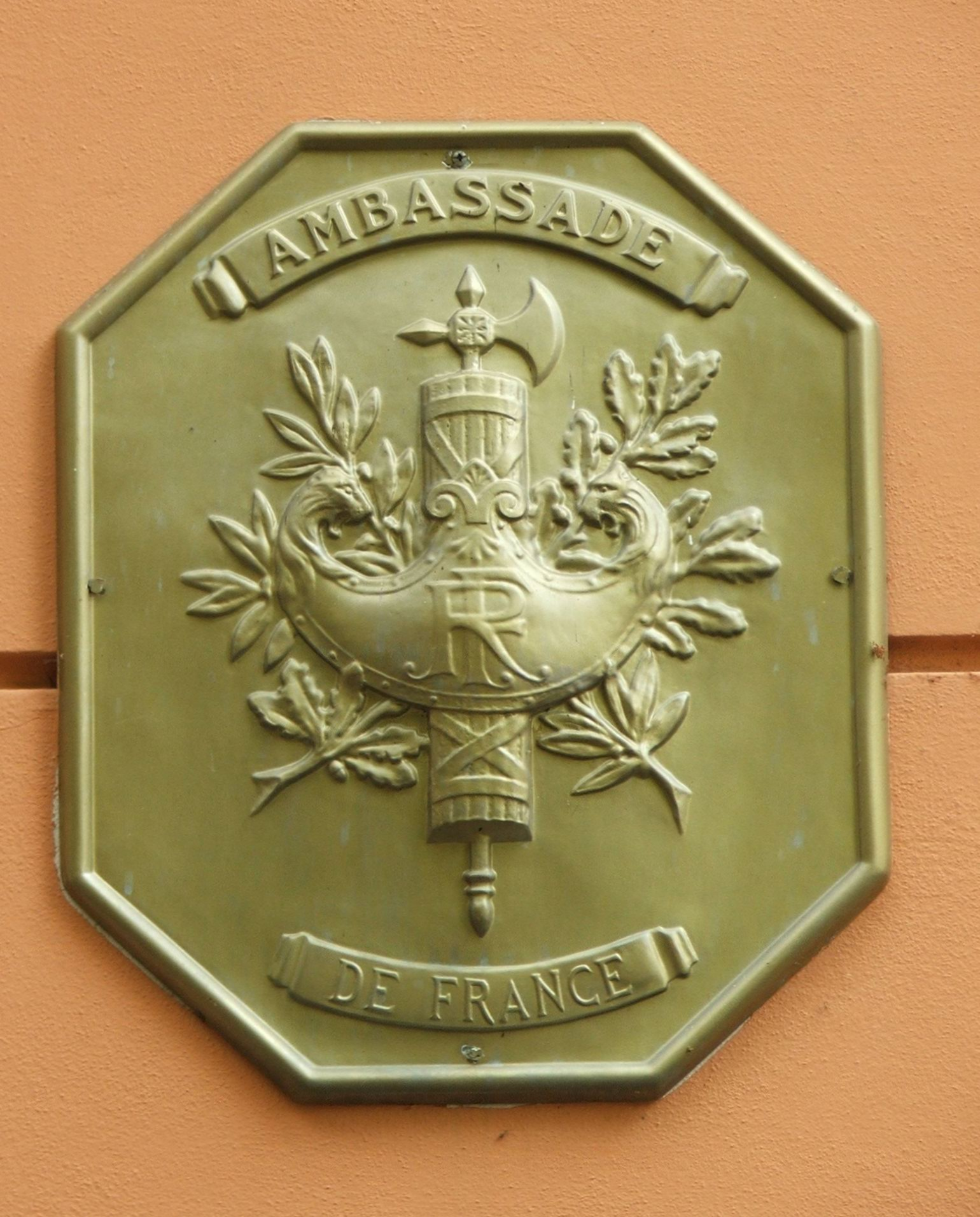
Státní znak Francie
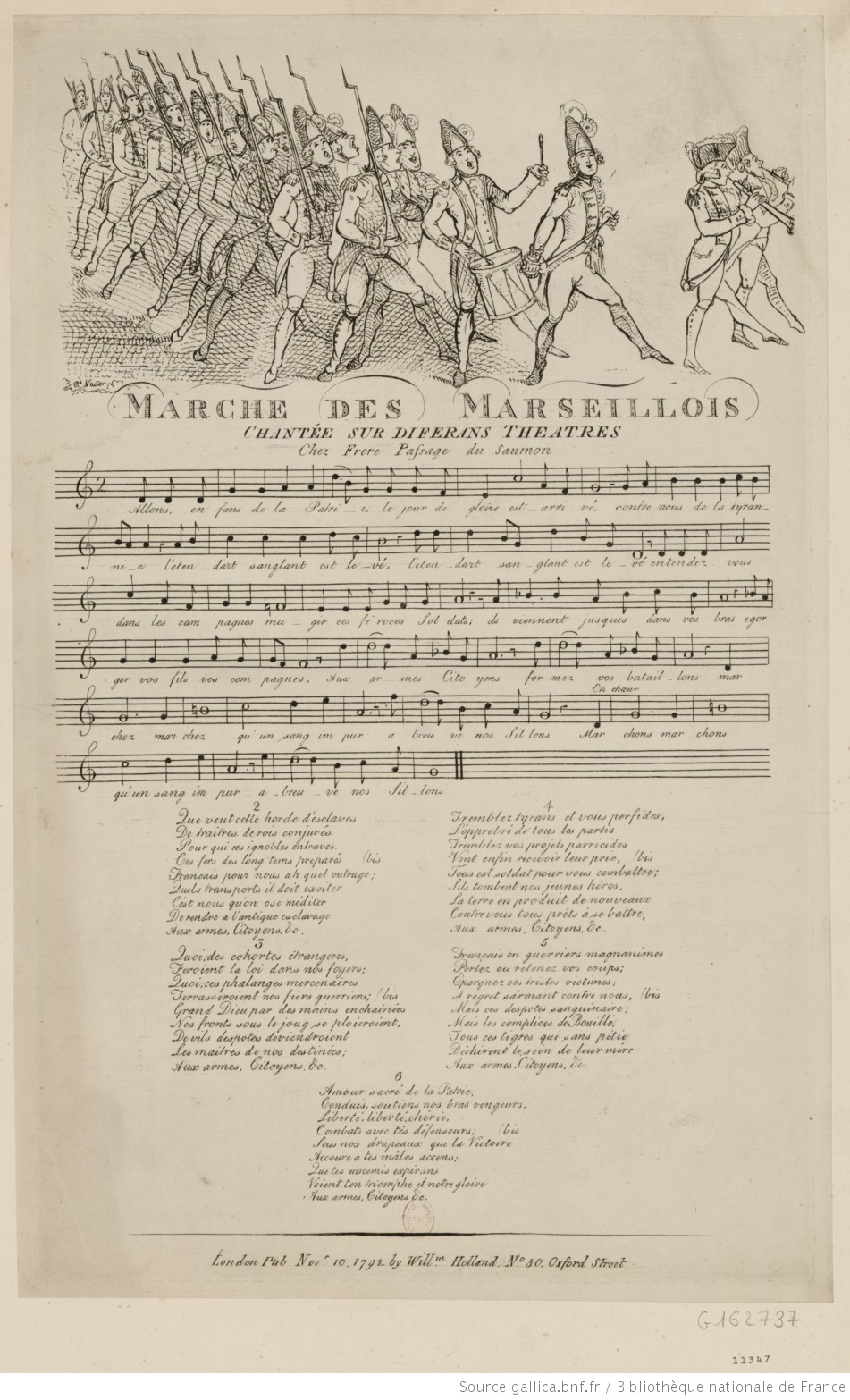
Francouzská hymna – Marseillaisa
Velká francouzská pečeť
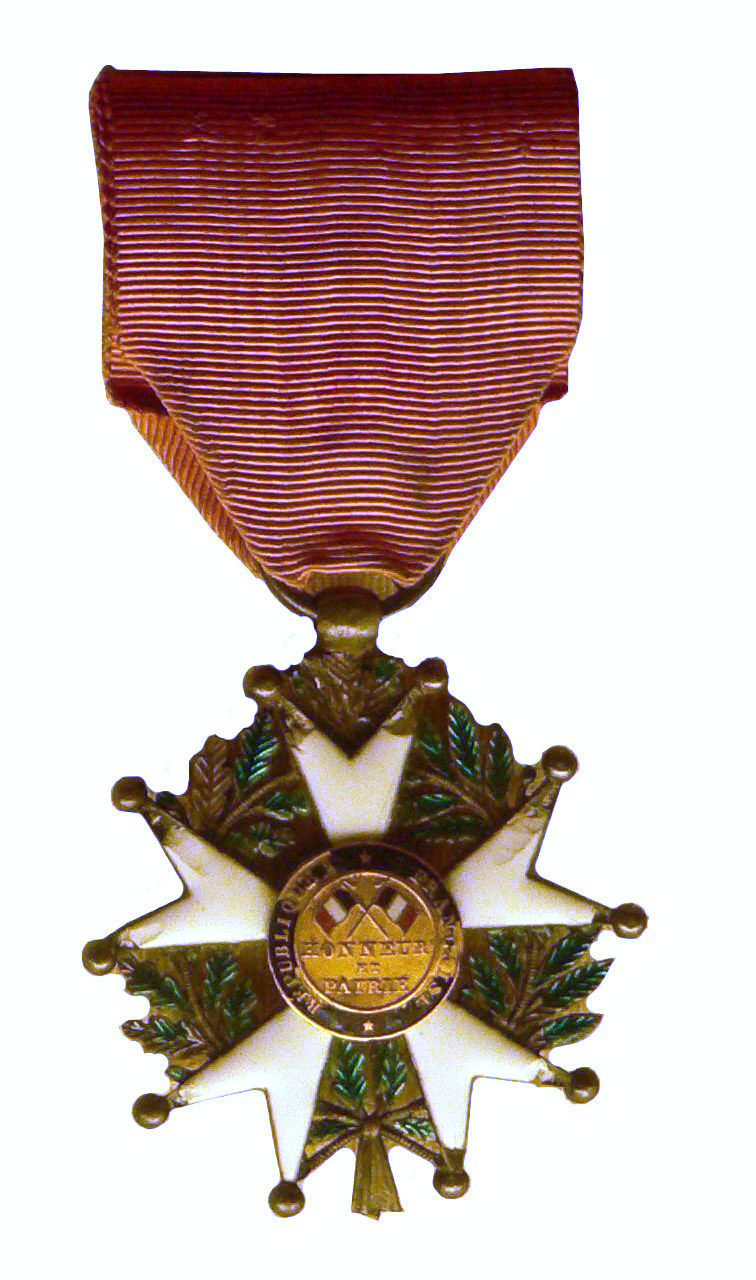
Řád čestné legie
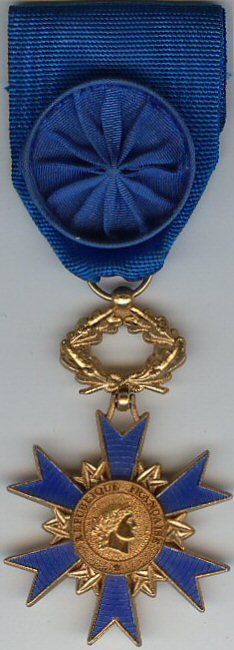
Národní řád za zásluhy
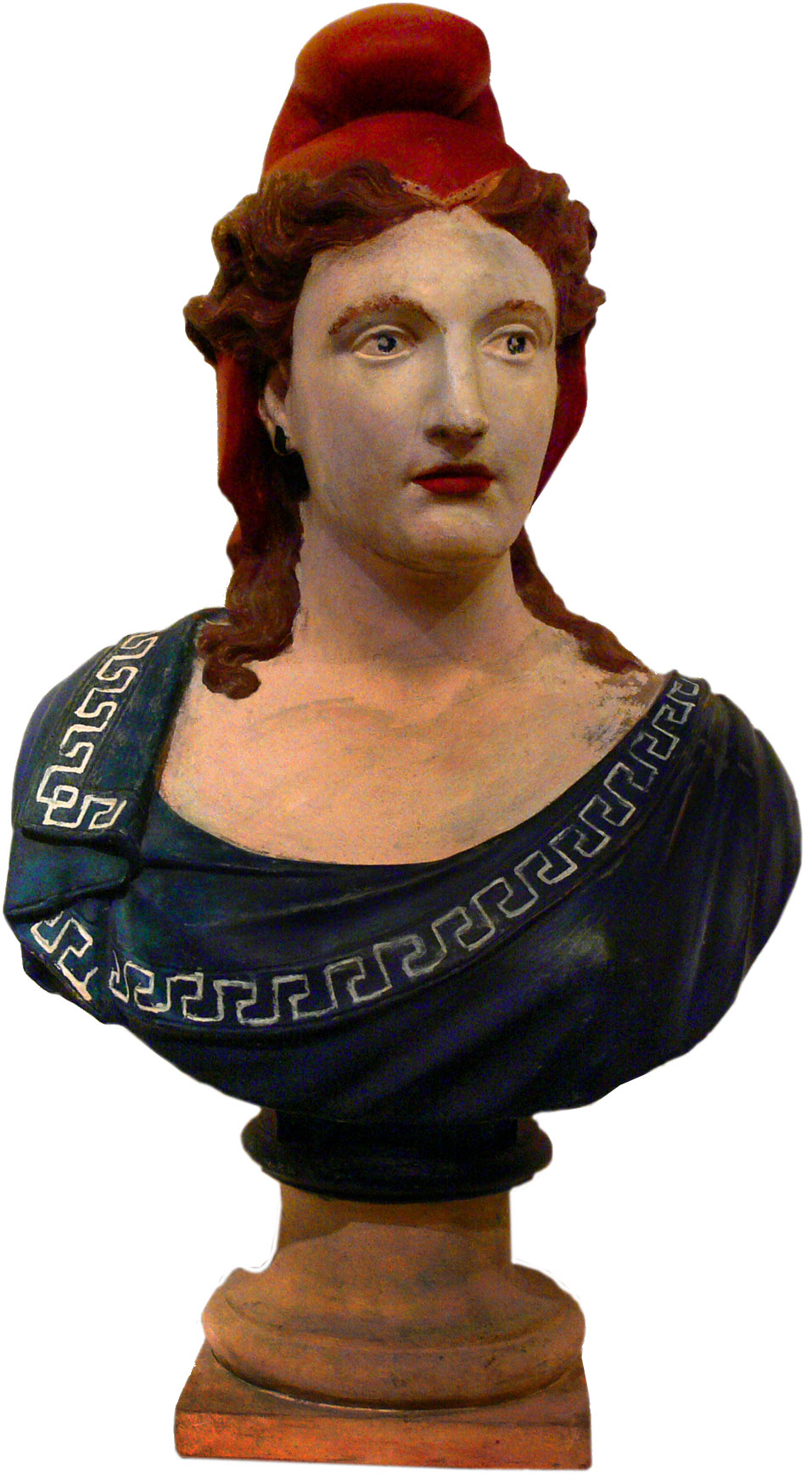
Marianne
Francouzská kokarda
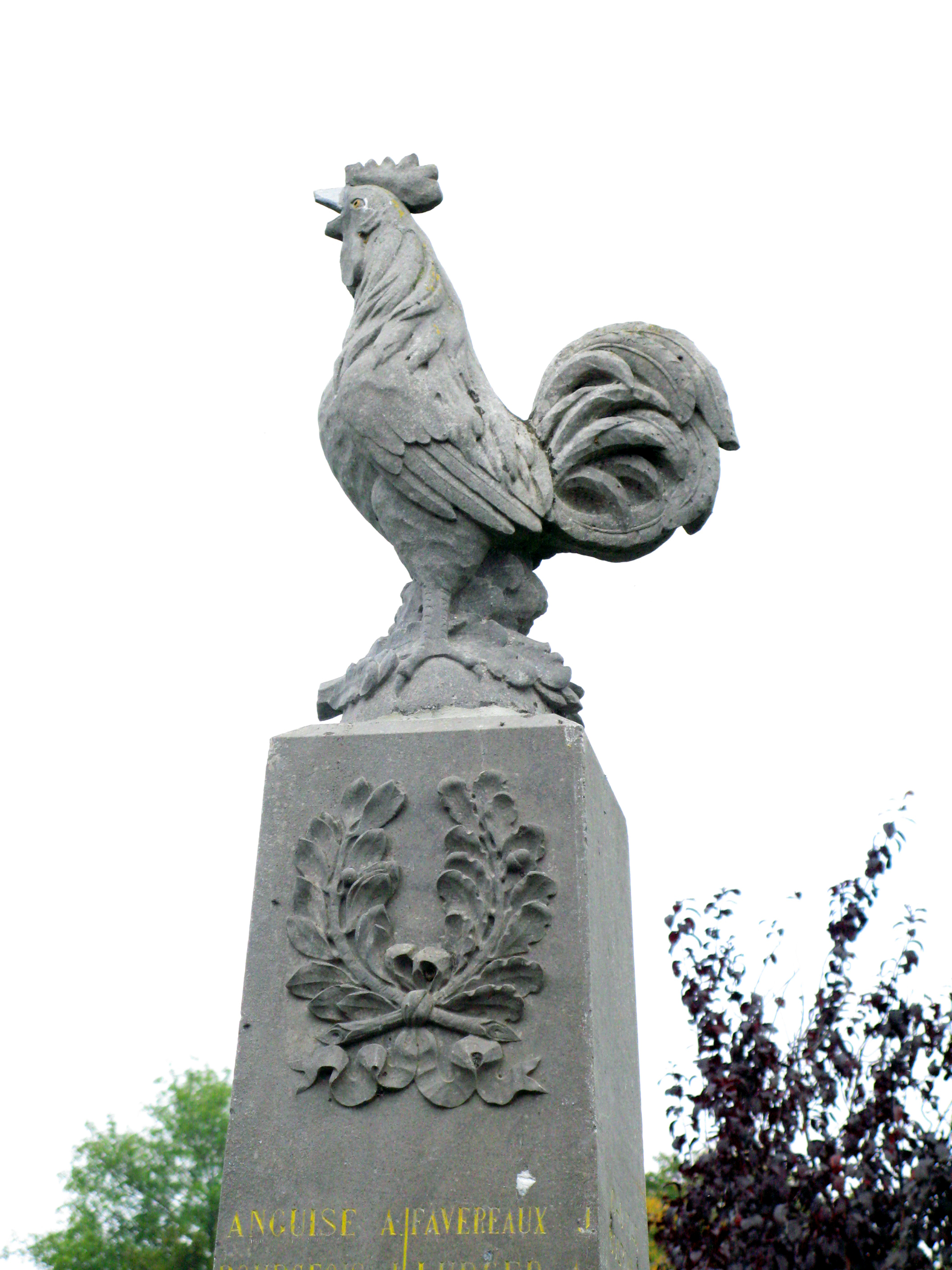
Galský kohout
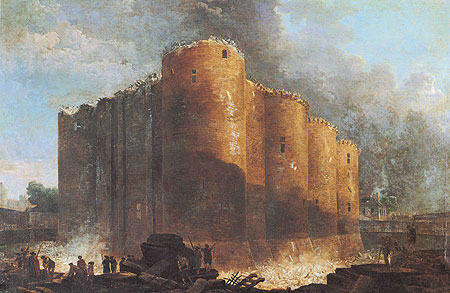
Hubert Robert: Bastila v prvních dnech demolice, Musée Carnavalet